# The Strange Death of Liberal England
The Strange Death of Liberal England est un livre écrit par George Dangerfield et publié en 1935. 
Il défend la thèse que le Parti libéral au Royaume-Uni s'est ruiné en s'alliant à la Chambre des lords, sur le droit de vote des femmes, sur la question irlandaise et sur les syndicats, entre 1906-1914. Il a été nommé par l'éditeur Modern Library en 1999 comme l'un des 100 meilleurs essais publiés au XXe siècle. Au cours des dernières décennies, la plupart des chercheurs ont rejeté ses principales interprétations. D'un autre côté, le « livre a eu une influence extraordinaire. Presque aucun analyste important du Royaume-Uni moderne ne l'a cité et n'a pas fait usage de la compréhension fournie par Dangerfield ». 

## Résumé

### Thèse
Dangerfield soutient que quatre grandes rébellions avant la Grande Guerre ont effectivement détruit le Parti libéral en tant que parti gouvernemental. Ces rébellions étaient : 
- la lutte du Parti conservateur contre la loi de 1911 sur le Parlement ;
- la menace d'une guerre civile en Irlande par les unionistes d'Ulster sous Sir Edward Carson avec l'encouragement du chef conservateur Bonar Law ;
- le mouvement des suffragettes sous les Pankhursts ;
- les syndicats de plus en plus militants sous l'influence du syndicalisme.

### Sur les suffragettes
Dangerfield écrit sur les suffragettes qu' « elles ont fait ce qu'elles devaient faire », mais il a offert une analyse hautement sexuée et dédaigneuse, les accusant « d'affirmer leur masculinité, de désordre, d'arrogance et d'indignation », et de « lesbianisme d'avant-guerre ». Elles étaient « odieux aux hommes » et aux femmes aussi, « mélodramatiques » et « hystériques ». Il a décrit Emmeline Pankhurst comme une « petite femme fragile, pas plus distinguée dans son apparence que d'autres jolies petites femmes qui portait bien ». Les actions des suffragettes étaient dépeintes comme « le bruissement des jupes longues, l'agression violente des chapeaux à plumes, la phalange impénétrable et avançante des seins corsetés »,,.  

## Historique de la publication
Les éditeurs de livres new-yorkais Harrison Smith et Robert Haas ont imprimé le livre pour la première fois, mais celui-ci est rapidement épuisé en raison de la faillite de l'éditeur. Une version révisée a été publiée en Grande-Bretagne en 1936 pour la première fois par Constable. Parce qu'il était considéré comme une « histoire populaire » et que la période temporelle décrite était relativement récente, il a largement échappé à l'intérêt des principales revues d'histoire.  
Capricorn Books, un éditeur américain, a publié un livre de poche en 1961 qui resta en impression pendant la majeure partie des années 1960. Cette édition a ajouté « 1910–1914 » au titre original. Le journal d'études britanniques Albion s'est concentré sur le livre et son auteur à l'hiver 1985 (vol. 17, no 4). En 1997, il a été republié par Serif et Stanford University Press, avec une préface de Peter Stansky .  

## Influence et évaluation
En 1998, le livre a été placé par la bibliothèque moderne à la 82ème place au sein de la liste des 100 meilleurs livres de non-fictif publiés au XXe siècle[réf. nécessaire].  
L'historienne Carolyn W. White soutient : « après avoir langui pendant trois décennies, [il] est devenu le livre le plus controversé sur l'Angleterre d'avant-guerre, la cheville ouvrière d'un débat historiographique majeur et continu. Tous les efforts des historiens professionnels pour vaincre ce que Peter Clarke a décrit comme un livre impressionniste brillant ont échoué. En effet, il y a à peine un livre ou un article sur la période d'avant-guerre qui ne mentionne pas le livre de Dangerfield, ou tente de soutenir ou réfuter ses conclusions - un signe certain de son importance, note John Grigg ».  
Kenneth O. Morgan dans The Age of Lloyd George: The Liberal Party and British Politics, 1890-1929 (1971) l'a qualifié de « brillamment écrit mais fondamentalement trompeur », et a déclaré que son influence sur les écrivains ultérieurs était « totalement disproportionnée ».  
Chris Cook, dans Une brève histoire du Parti libéral 1900-1997 (1998), a déclaré qu'il « peut être laissé seul en toute sécurité. C'est un récit très impressionniste et parfois très trompeur ».  
À gauche, l'historien Eric Hobsbawm a déclaré qu'il « avait tort sur la plupart des détails, mais qu'il s'agissait tout de même de la manière la plus excitante de commencer à regarder l'histoire du pays pendant cette période ».  
Le livre ne prend pas une perspective marxiste, mais Paul Foot a écrit dans la Socialist Review en 1987 que quiconque ne l'avait pas lu « devrait se faire plaisir ». Il a déclaré : « Même après 61 ans, cependant, le livre de George Dangerfield est suprême. Chaque page, voire chaque phrase, est élevée au-dessus de la moyenne par son style d'écriture irrésistible. La caractéristique de ce style est la plus dangereuse de toutes les armes de l'armurerie du challenger : la moquerie. L'ensemble du livre est une moquerie des prétentions des dirigeants de l'époque, notamment des mandarins du gouvernement libéral d'Asquith ».  
À droite, dans un discours à la London Academy of Excellence, le secrétaire conservateur à l'éducation britannique, Michael Gove, l'a mentionné comme l'un de ses livres d'histoire préférés.  
En 1985, l'historien Peter Stansky a évalué le livre après 50 ans : « The Strange Death continue d'avoir une influence majeure sur la façon dont la période est considérée. Les universitaires et les enseignants consacrent une énergie considérable à se réconcilier avec l'image de l'Angleterre, dans toute sa richesse et sa complexité, présentée dans le livre. Les historiens les plus reconnus, reconnaissant ses qualités, et ont pris un grand soin à signaler les erreurs de l'œuvre. Bien sûr, rien ne pourrait plus clairement témoigner de sa vitalité. Et l'interprétation ne mourra pas; peu importe combien de fois il peut être frappé à la tête, il a façonné la façon dont la période est considérée. Avec son extraordinaire prose lettrée et pleine d'esprit, son pouvoir de description et d'analyse, même si elle n'est pas présentée d'une manière scolaire traditionnelle, c'est une étude qui devra toujours être prise en compte. Il peut y avoir peu d'œuvres aussi vitales après cinquante ans, susceptibles de survivre pendant cinquante ans, ou aussi agréables à lire ».  
Le livre a inspiré les titres d'autres publications, notamment des œuvres d'histoire politique contemporaine. Pas plus tard qu'en mai 2017, Douglas Murray a nommé son ouvrage sur la crise des migrants européens et l'islam en Europe, The Strange Death of Europe. Des livres ont également été publiés dans les années 2000 avec les titres, The Strange Death of Republican America, The Strange Death of Tory England, The Strange Death of Liberal America, The Strange Demise of British Canada, The Strange Death of Marxism, The Strange Death of Labour Scotland et même The Strange Non-Death of Neo-Liberalism. 